# Iwan Alexejewitsch Akulow

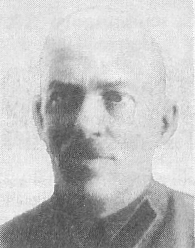
Iwan A. Akulow

Iwan Alexejewitsch Akulow (russisch Иван Алексеевич Акулов; * 12. Apriljul. / 24. April 1888greg. in Sankt Petersburg; † 30. Oktober 1937) war ein sowjetischer Partei- und Staatsfunktionär sowie Gewerkschafter.

## Leben
Akulow, Sohn eines Kleinhändlers, besuchte die Petersburger Handels- und Industrieschule. Er trat 1907 der Sozialdemokratischen Arbeiterpartei Russlands (SDAPR) bei. Akulow arbeitete als Angestellter der „Handels- und Industriezeitung“ (russisch Торгово-промышленная газета) in Sankt Petersburg. 1913 wurde er Mitglied der Exekutivkommission des Sankt Petersburger Komitees der SDAPR. Akulow wurde mehrfach verhaftet und verbannt.
1917 war er Mitglied des Militärkomitees der Partei in Wyborg. Akulow war Delegierter der VII. Allrussischen Konferenz im April 1917 und des VI. Parteitages der SDAPR (Bolschewiki) im Juli/August 1917. Er nahm aktiv an der Oktoberrevolution in Petrograd und dem anschließenden Bürgerkrieg teil. Im Dezember 1917 und Januar 1918 war Akulow Sekretär des Jekaterinburger Komitees der SDAPR(B), von Januar bis Mai 1918 Sekretär des Oblastkomitees Ural der SDAPR(B) bzw. Kommunistischen Partei Russlands (KPR). Von Mai bis August 1918 war er als Kommissar verantwortlich für den Nachschub und die Versorgung an der Tscheljabinsker und Slatouster Front. Von Oktober bis Dezember 1918 wirkte er als Vorsitzender des Gouvernementskomitees Wjatka und von November 1918 bis Januar 1919 als Vorsitzender des Exekutivkomitees des dortigen Gouvernementssowjets. Von Februar 1919 bis August 1920 war er Vorsitzender des Gouvernementskomitees Orenburg der KPR. Von August 1920 bis Januar 1921 war er verantwortlicher Sekretär des Kirgisischen Oblastbüros der KPR, dann Sekretär des Revolutionskomitees der Krim und von März bis November 1921 des dortigen Oblastbüros der KPR.
Ab 1922 führte Akulow zunächst vor allem gewerkschaftliche Funktionen aus: Von 1922 bis 1925 war Akulow Vorsitzender der Bergarbeitergewerkschaft in Donezk und dann von 1925 bis 1927 Vorsitzender der Allukrainischen Bergarbeitergewerkschaft. Von 1927 bis 1929 war er Vorsitzender des Allukrainischen Rates des Gewerkschaften. Im Jahr 1929 wurde Akulow dann Sekretär und Mitglied des Präsidiums des Allunions-Zentralrates der Gewerkschaften (WZSPS).
Von Mai 1924 bis Dezember 1925 war Akulow Mitglied der Zentralen Parteikontrollkommission der Kommunistischen Partei der Ukraine (KPU). Von Dezember 1925 bis Juni 1930 war er Mitglied des ZK der KPU, von November 1927 bis März 1928 auch Mitglied des Orgbüros des ZK und von März 1928 bis November 1929 Mitglied des Politbüros des ZK der KPU.
Von Juli 1930 bis Januar 1934 war Akulow Mitglied der Zentralen Kontrollkommission (ZKK) der KPdSU, von Juli 1930 bis Oktober 1931 auch des Präsidiums der ZKK. Von Juli 1930 bis Juli 1931 fungierte er als Stellvertretender Volkskommissar der Arbeiter- und Bauern-Inspektion der UdSSR. Von Juli 1930 bis Oktober 1932 gehörte Akulow als Mitglied auch dem Orgbüro des ZK der KPdSU an. 
Von September 1932 bis September 1933 fungierte er als Erster Sekretär des Oblastkomitees Donezk der KPU. Von Oktober 1932 bis Januar 1934 war er erneut Mitglied des ZK der KPU, von Oktober 1932 bis November 1933 auch wieder Mitglied des Politbüros und des Orgbüros des ZK der KPU. Von Oktober 1932 bis November 1933 war er zusätzlich Sekretär des ZK der KPU für den Donbass.
Von Juni 1933 bis März 1935 wirkte Akulow als Staatsanwalt der UdSSR. Vom 10. Februar 1934 bis zu seiner Verhaftung am 23. Juli 1937 war Akulow Mitglied der Parteikontrollkommission (PKK) beim ZK der KPdSU und Mitglied des Büros der PKK. Von März 1935 bis Juli 1937 war er auch Sekretär des Zentralexekutivkomitees der UdSSR.
Am 29. Oktober 1937 wurde Akulow vom Militärkollegium des Obersten Gerichts der UdSSR zum Tode verurteilt und am nächsten Tag erschossen.
Am 18. Dezember 1954 wurde er vom Militärkollegium des Obersten Gerichts der UdSSR und am 27. Mai 1955 von der Parteikontrollkommission des ZK der KPdSU rehabilitiert.

## Ehrungen

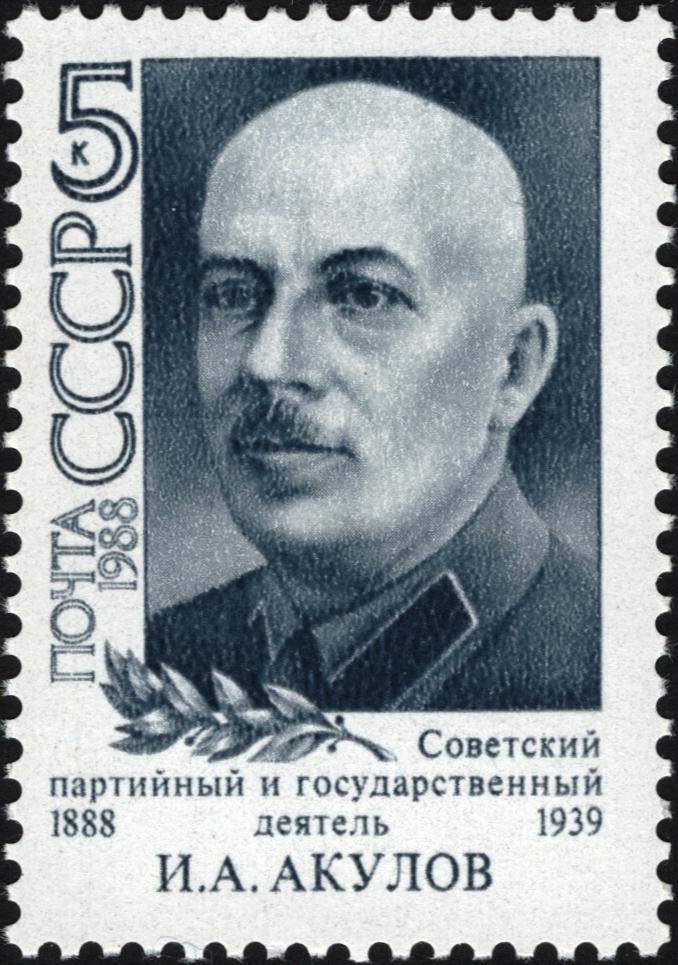
Akulow auf einer sowjetischen Briefmarke (1988)

- Die Sowjetische Post gab 1988 anlässlich des 100. Geburtstages von Akulow eine Sondermarke heraus.